# Le Coudray-Macouard

Le Coudray-Macouard este o comună în departamentul Maine-et-Loire, Franța. În 2009 avea o populație de 904 de locuitori.